# Dolichurus yungaburra
Dolichurus yungaburra är en  stekelart som beskrevs av Ohl 2002. Dolichurus yungaburra ingår i släktet Dolichurus och familjen Ampulicidae. Inga underarter finns listade i Catalogue of Life.